# Апрелково (Шилкинський район)
Апре́лково (рос. Апрелково) — село у складі Шилкинського району Забайкальського краю, Росія. Входить до складу Мірсановського сільського поселення.

## Населення
Населення — 19 осіб (2010; 26 у 2002).
Національний склад (станом на 2002 рік):
- росіяни — 100 %